# سویشی
سویشی (به لاتین: Suixi County, Guangdong) یک شهرستان در جمهوری خلق چین است که در ژانژیانگ واقع شده‌است.